# موزه ملی کیوشو
موزه ملی کیوشو جدیدترین موزه ملی ژاپن در یکصد سال گذشته است. این موزه در شهر دازایفو واقع شده‌است.
این موزه پس از موزه ملی توکیو، نارا و کیوتو چهارمین موزه ملی ژاپن است.

## تأسیس
این موزه چهارمین موزه ملی ژاپن است و تمرکز آن بر نمایش داد و ستد فرهنگی بین ژاپن و همسایگانش می‌باشد.
- چهار اصل اساسی موزه:
  - موزه‌ای با تمرکز بر تأثیر تبادلات فرهنگی بر تشکیل فرهنگ ژاپن.
  - موزه فقط به مجموعه‌ها، نگاهداشت، نمایش و پژوهش نمی‌پردازد بلکه حامی یادگیری مادام العمر از  طریق برنامه‌های آموزشی است.
  - موزه‌ای پیشرو که مشغول جهانی سازی و دیجیتالی سازی با رویکردی میان رشته‌ای در پژوهش است.
  - موزه‌ای که با همکاری دولت مرکزی و محلی اداره می‌شود.[۱]

## نمایشگاه‌ها
یک نمایشگاه دائمی به نام «نمایشگاه داد و ستد فرهنگی» در موزه برقرار است که تاریخ داد و ستد فرهنگی از ۳۵۰۰۰ سال پیش تا دوره معاصر ژاپن را در بر می‌گیرد. در این نمایشگاه دوره‌های جومون، یایویی، نارا، کاماکورا و... در پنج تم متفاوت به نمایش گذاشته شده‌اند.
همچنین نمایشگاه‌های ویژه به صورت موقت در این موزه برگزار می‌شود.